# Gesneriinae
Gesneriinae, podtribus gesnerijevki, dio tribusa Gesnerieae. Sastoji se od 4 roda, 3 s Velikih Antila, i jedan od Antila na jug do Venezuele i Kolumbije.

## Rodovi
1. Bellonia L. (2 spp.)
2. Pheidonocarpa L. E. Skog (1 sp.)
3. Gesneria L. (57 spp.)
4. Rhytidophyllum Mart. (25 spp.)